# Déjà dead
Déjà dead (titre original : Déjà Dead) est le premier roman de Kathy Reichs mettant en scène Temperance Brennan. Elle a remporté le Prix Arthur-Ellis en 1998 dans la catégorie meilleur premier roman.

## Résumé
Lorsque le corps démembré d'une femme, trop décomposé pour une autopsie standard, est découvert dans un monastère abandonné, le docteur Temperance Brennan, anthropologue judiciaire pour la province canadienne de Québec, est appelé à l'aide. Brennan est convaincue qu'il s'agit du travail d'un tueur en série après que d'autres corps démembrés eurent été découverts. Mais le détective Claudel, qui mène les investigations, ne le croit pas. Temperance prend les choses en mains ne sachant pas que sa détermination à découvrir la vérité la place en danger de mort.